# Tucumcari
Tucumcari è una città e capoluogo della contea di Quay nel Nuovo Messico, negli Stati Uniti. La popolazione era di 5 363 abitanti al censimento del 2010. Tucumcari fu fondata nel 1901, due anni prima della fondazione della contea di Quay.

## Geografia fisica
Secondo l'Ufficio del censimento degli Stati Uniti, ha una superficie totale di 9,50 mi² (24,60 km²).

## Storia
Nel 1901, la Chicago, Rock Island and Pacific Railroad costruì un accampamento nella parte orientale dell'odierna contea di Quay. Originariamente chiamato Ragtown, l'accampamento in seguito divenne conosciuto come "Six Shooter Siding" a causa delle numerose sparatorie. Il suo primo nome è stato Douglas, che tuttavia è stato utilizzato per un breve periodo. In seguito alla crescita dell'insediamento, fu rinominato in Tucumcari nel 1908. Prese questo nome dal monte Tucumcari, che si trova nelle vicinanze della località. L'origine del nome della montagna è sconosciuto; alcuni sostengono che deriva dalla parola comanche tʉkamʉkarʉ, che significa "imboscata". Secondo un documento di sepoltura del 1777, una donna Comanche e il suo bambino furono catturati in una battaglia a Cuchuncari, probabilmente la prima versione del nome Tucumcari.
Nel dicembre 1951, un serbatoio d'accumulo di acqua crollò in città. Quattro persone persero la vita e molti edifici furono distrutti.

## Società

### Evoluzione demografica
Secondo il censimento del 2010, la popolazione era di 5 363 abitanti.

### Etnie e minoranze straniere
Secondo il censimento del 2010, la composizione etnica della città era formata dall'81,4% di bianchi, l'1,7% di afroamericani, l'1,2% di nativi americani, l'1,2% di asiatici, lo 0,1% di oceanici, il 10,2% di altre etnie, e il 4,2% di due o più etnie. Ispanici o latinos di qualunque etnia erano il 57,4% della popolazione.

## Cultura
La città di Tucumcari è citata nel film Per qualche dollaro in più: è la prima meta, dove i due protagonisti del film, Clint Eastwood e Lee Van Cleef, danno inizio alle loro vicissitudini.
Viene anche scelta come svolgimento di varie vicende nella quinta stagione della serie TV Better Call Saul.
A Tucumcari è anche ambientata la pellicola Un genio, due compari e un pollo, pellicola del 1975 con Terence Hill, Klaus Kinski e Mario Brega, con musiche di Ennio Morricone e la produzione di Sergio Leone. Sempre Sergio Leone, nella parte di regista, ambientò a Tucumcari la scena iniziale di "Per qualche dollaro in più" (1965), che vede in azione Lee Van Cleef.